# District de Banská Bystrica
Le district de Banská Bystrica (slovaque : okres Banská Bystrica) est le district le plus peuplé de la région de Banská Bystrica. Il a été amputé en 1992 de sa moitié qui constitue maintenant le district de Brezno.

## Démographie

### Évolution de la population
| Année:               | 1994.   | 2004.   | 2014.   | 2024.   |
| -------------------- | ------- | ------- | ------- | ------- |
| Nombre de personnes: | 112 520 | 111 419 | 111 018 | 106 604 |
| Différence:          |         | -0,97 % | -0,35 % | -3,97 % |

| Année:               | 2023.   | 2024.   |
| -------------------- | ------- | ------- |
| Nombre de personnes: | 107 199 | 106 604 |
| Différence:          |         | -0,55 % |

## Liste des communes

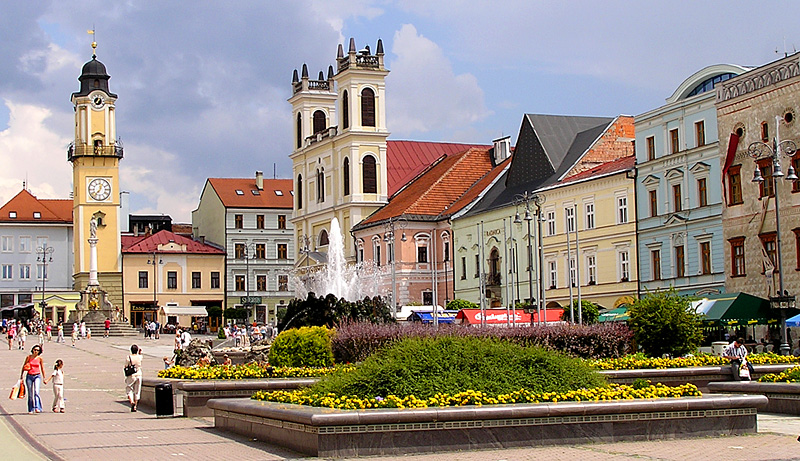
Banská Bystrica, SNP Square.

### Ville
Banská Bystrica

### Communes (municipalités de village)
Badín, Baláže, Brusno, Čerín, Dolná Mičiná, Dolný Harmanec, Donovaly, Dúbravica, Harmanec, Hiadeľ, Horná Mičiná, Horné Pršany,  Hrochoť, Hronsek, Kordíky, Králiky, Kynceľová, Lučatín, Ľubietová, Malachov, Medzibrod, Motyčky, Moštenica, Môlča, Nemce, Oravce, Podkonice, Pohronský Bukovec, Poniky, Povrazník, Priechod, Riečka, Sebedín-Bečov, Selce, Slovenská Ľupča, Staré Hory, Strelníky, Špania Dolina, Tajov, Turecká, Vlkanová